# Левенворт (Індіана)
Левенворт (англ. Leavenworth) — місто (англ. town) в США, в окрузі Кроуфорд штату Індіана. Населення — 289 осіб (2020).

## Географія
Левенворт розташований за координатами 38°12′0″ пн. ш. 86°21′0″ зх. д. / 38.20000° пн. ш. 86.35000° зх. д. (38.200055, -86.350042).  За даними Бюро перепису населення США в 2010 році місто мало площу 2,25 км², з яких 2,13 км² — суходіл та 0,12 км² — водойми.

## Демографія
Згідно з переписом 2010 року, у місті мешкало 238 осіб у 88 домогосподарствах у складі 52 родин. Густота населення становила 106 осіб/км².  Було 159 помешкань (71/км²).
Расовий склад населення:
| - 95,0 % — білих - 2,5 % — чорних або афроамериканців - 1,7 % — вихідців з тихоокеанських островів |

До двох чи більше рас належало 0,8 %. Частка іспаномовних становила 1,3 % від усіх жителів.
За віковим діапазоном населення розподілялося таким чином: 13,9 % — особи молодші 18 років, 50,8 % — особи у віці 18—64 років, 35,3 % — особи у віці 65 років та старші. Медіана віку мешканця становила 56,5 року. На 100 осіб жіночої статі у місті припадало 68,8 чоловіків;  на 100 жінок у віці від 18 років та старших — 70,8 чоловіків також старших 18 років.
Середній дохід на одне домашнє господарство  становив 36 713 долари США (медіана — 37 708), а середній дохід на одну сім'ю — 41 835 доларів (медіана — 41 667). Медіана доходів становила 29 531 долар для чоловіків та 28 333 долари для жінок. За межею бідності перебувало 23,2 % осіб, у тому числі 34,3 % дітей у віці до 18 років та 9,3 % осіб у віці 65 років та старших.
Цивільне працевлаштоване населення становило 66 осіб. Основні галузі зайнятості: освіта, охорона здоров'я та соціальна допомога — 22,7 %, виробництво — 19,7 %, мистецтво, розваги та відпочинок — 15,2 %, будівництво — 13,6 %.